# 산티아고 수도주

산티아고 수도주의 위치

산티아고 수도주(스페인어: Región Metropolitana de Santiago)는 칠레 중부에 위치한 주로 주도는 칠레의 수도인 산티아고이며 면적은 15,403.2km2, 인구는 6,685,685명(2012년 기준)이다.
칠레에서 면적이 가장 작은 주이자 인구가 가장 많은 주이며 칠레에서 유일하게 바다와 접하지 않은 주이다. 6개 현(산티아고 현, 코르디예라 현, 마이포 현, 탈라간테 현, 멜리피야 현, 차카부코 현)을 관할한다.

주기
주 문장